# Herre Jesus, dig jag älskar
Herre Jesus, dig jag älskar är en sång med text av Francis Bottome (verserna) och Daniel Webster Whittle (kören, 1882), musiken är skriven av James McGranahan.

## Publicerad i
- Frälsningsarméns sångbok 1968 som nr 158 under rubriken "Helgelse".
- Frälsningsarméns sångbok 1990 som nr 407 under rubriken "Helgelse".